# Tubuai
Tubuai, o in ortografia polinesiana Tupuaʻi, è l'isola principale dell'arcipelago omonimo, facente parte delle Isole Australi nella parte sud-occidentale della Polinesia Francese, nel Pacifico meridionale. È localizzata 640 km a sud di Tahiti. Possiede una popolazione di 2 171 abitanti, ed una superficie di 45 km².
Tubuai venne annessa dalla Francia nel 1881.

Bandiera di Tubuai